# Nakia Sanford
Nakia Sherome Sanford (Atlanta, 10 maggio 1976) è un'ex cestista statunitense, professionista nella WNBA.
Alta 194 cm, giocava come centro.

## Carriera
In Italia, ha giocato dal 2005-06 al 2007-08 nell'Umana Venezia.
Ha vinto la Coppa Italia 2008.

## Palmarès
- Coppa Italia: 1
Reyer Venezia: 2008